# Laura di Cordova
Laura di Cordova (Cordova, ... – Cordova, 19 ottobre 864) fu la badessa del monastero Santa Maria di Cuteclara. Morì martire durante l'occupazione musulmana di Cordova ed è venerata come santa dalla Chiesa cattolica.

## Biografia
Sono poche le informazioni che si hanno sulla sua vita, ma il suo culto fu molto diffuso.
Nacque in un'importante famiglia spagnola ed entrò nella vita religiosa nel monastero di Santa Maria di Cuteclara, vicino a Cordova in Spagna, dopo la morte del marito e delle figlie.
Divenne badessa nell'anno 856, succedendo a Sant'Aurea, nel periodo in cui la Spagna era sotto la conquista dei Mori. 
Nel «Martyrologium hispanicum» si narra che rifiutò di abiurare la propria fede cristiana, per questo venne condannata a morte da un giudice musulmano e martirizzata il 19 ottobre 864 in una caldaia di pece bollente.

## Culto
La memoria liturgica ricorre nel giorno del suo martirio, il 19 ottobre.
Nonostante si abbiano poche notizie sulla sua vita, il culto per la martire Laura si diffuse rapidamente, così come il suo nome, in tutta Europa.